# Jerzy Hoła
Jerzy Hoła (ur. 1948 w Kamienicy Polskiej) – polski inżynier budownictwa. Absolwent Politechniki Wrocławskiej. Od 2007 profesor na Wydziale Budownictwa Lądowego i Wodnego Politechniki Wrocławskiej. Dziekan Wydziału
Budownictwa Lądowego i Wodnego (2008-2012 i od 2012 r.). Jest członkiem: Komitetu Inżynierii Lądowej i Wodnej Polskiej Akademii Nauk. Odznaczony Krzyżem Kawalerskim Orderu Odrodzenia Polski, Złotym Krzyżem Zasługi, Medalem Komisji Edukacji Narodowej, Złotą Odznaką Politechniki Wrocławskiej, Odznaką „Za zasługi dla budownictwa”. 